# Grenadatangara
Grenadatangara (Stilpnia cucullata) är en fågel i familjen tangaror inom ordningen tättingar.

## Utseende och läte
Grenadatangaran är en färgglad liten fågel med delvis mörkt huvud och slående turkosgröna vingar. Sången besetår av en serie ljusa och tunna toner följt av en ljus kvittrig melodi.

## Utbredning och systematik
Grenadatangaran förekommer i Små Antillerna i Västindien. Den delas in i två underarter med följande utbredning:
- Stilpnia cucullata versicolor – förekommer i Sankt Vincent (Små Antillerna)
- Stilpnia cucullata cucullata – förekommer på Grenada (Små Antillerna)

Sedan 2016 urskiljer Birdlife International och naturvårdsunionen IUCN versicolor som den egna arten "saintvincenttangara".

### Släktestillhörighet
Traditionellt placeras arten i släktet Tangara. Genetiska studier visar dock att släktet är polyfyletiskt, där en del av arterna står närmare släktet Thraupis. Dessa resultat har implementerats på olika sätt av de internationella taxonomiska auktoriteterna, där vissa expanderar Tangara till att även inkludera Thraupis, medan andra, som tongivande Clements et al., delar upp Tangara i mindre släkten. I det senare fallet lyfts grenadatangara med släktingar ut till släktet Stilpnia, och denna linje följs här.

## Levnadssätt
Grenadatangaran hittas i skogslandskap. Den ses ofta i par eller småflockar vid fruktbärande träd.

## Status
IUCN bedömer hotstatus för underarterna, eller arterna, var för sig, båda som livskraftiga trots sina begränsade utbredningsområden.